# Naturschutzgebiet Hohe Hahn
Das Naturschutzgebiet Hohe Hahn mit einer Größe von 4,3 ha liegt nordwestlich von Hövel im Stadtgebiet von Sundern (Sauerland). Das Gebiet wurde 1993 mit dem Landschaftsplan Sundern durch den Kreistag des Hochsauerlandkreises erstmals als Naturschutzgebiet (NSG) ausgewiesen. Bei der Neuaufstellung des Landschaftsplaners Sundern wurde das NSG erneut ausgewiesen. Das NSG grenzt westlich an das Landschaftsschutzgebiet Sundern und sonst an das Landschaftsschutzgebiet Hohe Hahn westlich Hövel.

## Gebietsbeschreibung
Beim NSG handelt sich um einen Magergrünlandkomplex mit hoher struktureller Vielfalt und Brutvorkommen von Rote-Liste-Arten.

## Schutzzweck
Das NSG soll den Magergrünlandkomplex schützen und die dortigen Arten. Wie bei allen Naturschutzgebieten in Deutschland wurde in der Schutzausweisung darauf hingewiesen, dass das Gebiet „wegen der Seltenheit, besonderen Eigenart und Schönheit des Gebietes“ zum Naturschutzgebiet wurde.